# Битка при Хотин (1621)
Битката при Хотин (2 септември – 9 октомври 1621 г.) е битка между армията на Полско-литовския съюз и османската войска.
Близо до малкото градче Хотин (в дн. Украйна) двете армии се бият над един месец, докато накрая полските войски спират турското напредване. Командирът на войските на Съюза, великия хетман на Литва Ян Карол Ходкевич, прогонва армията на султан Осман II към брега, докато при първите есенни снеговалежи той умира на бойното поле. На 9 октомври, поради късния сезон и тежките загуби след няколко атаки на укрепените полски линии, турците изоставят обсадата и битката завършва без победител, което се вижда от последвалия мирен договор, подписан в Хотин, който в някои секции е в полза на турците, а в други – на поляците.